# Европейский маршрут E69
Европейский маршрут Е69 — европейский автомобильный маршрут категории А на севере Норвегии, соединяющий мыс Нордкап и Ольдерфьорд. Длина маршрута — 129 км.
Маршрут проходит через пять туннелей общей длиной 15,5 км. Самый длинный из них, туннель Нордкап, длиной 6,9 км и достигает 212 м ниже уровня моря.
Зимой северная часть дороги закрыта.
E69 является самой северной дорогой в мире, связанной с крупной международной дорожной сетью. Более северные дороги, например на Шпицбергене или в Гренландии, более короткие и изолированные.

## Фотографии

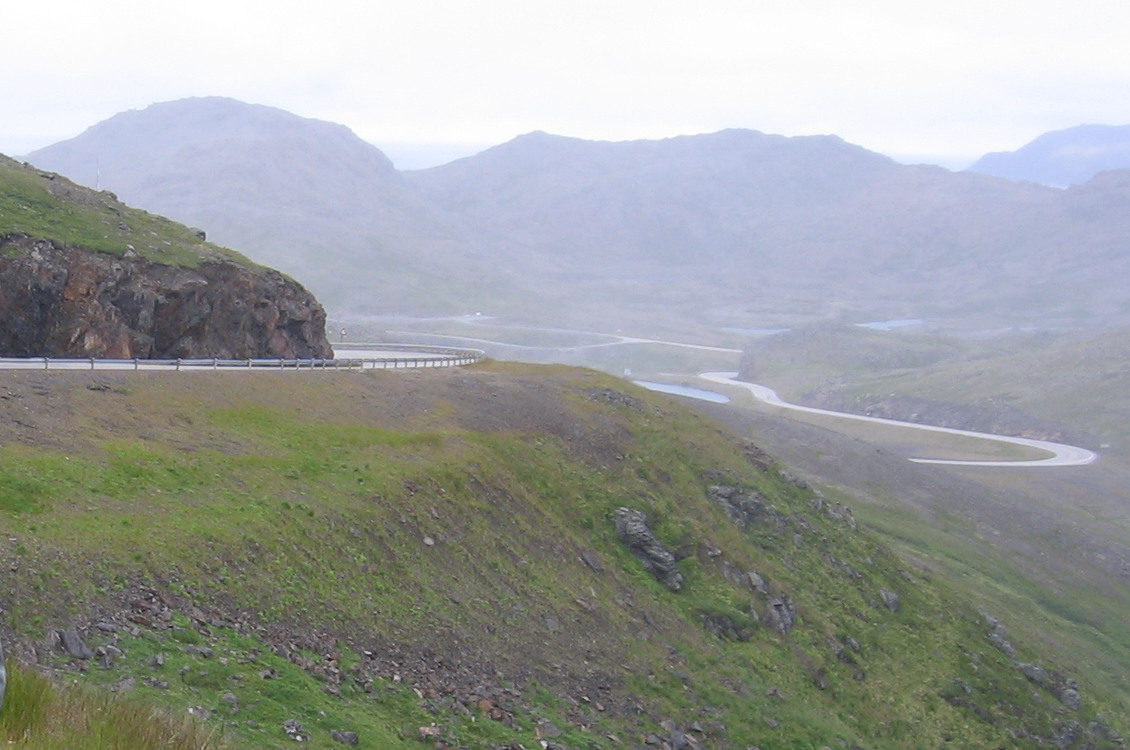
E69
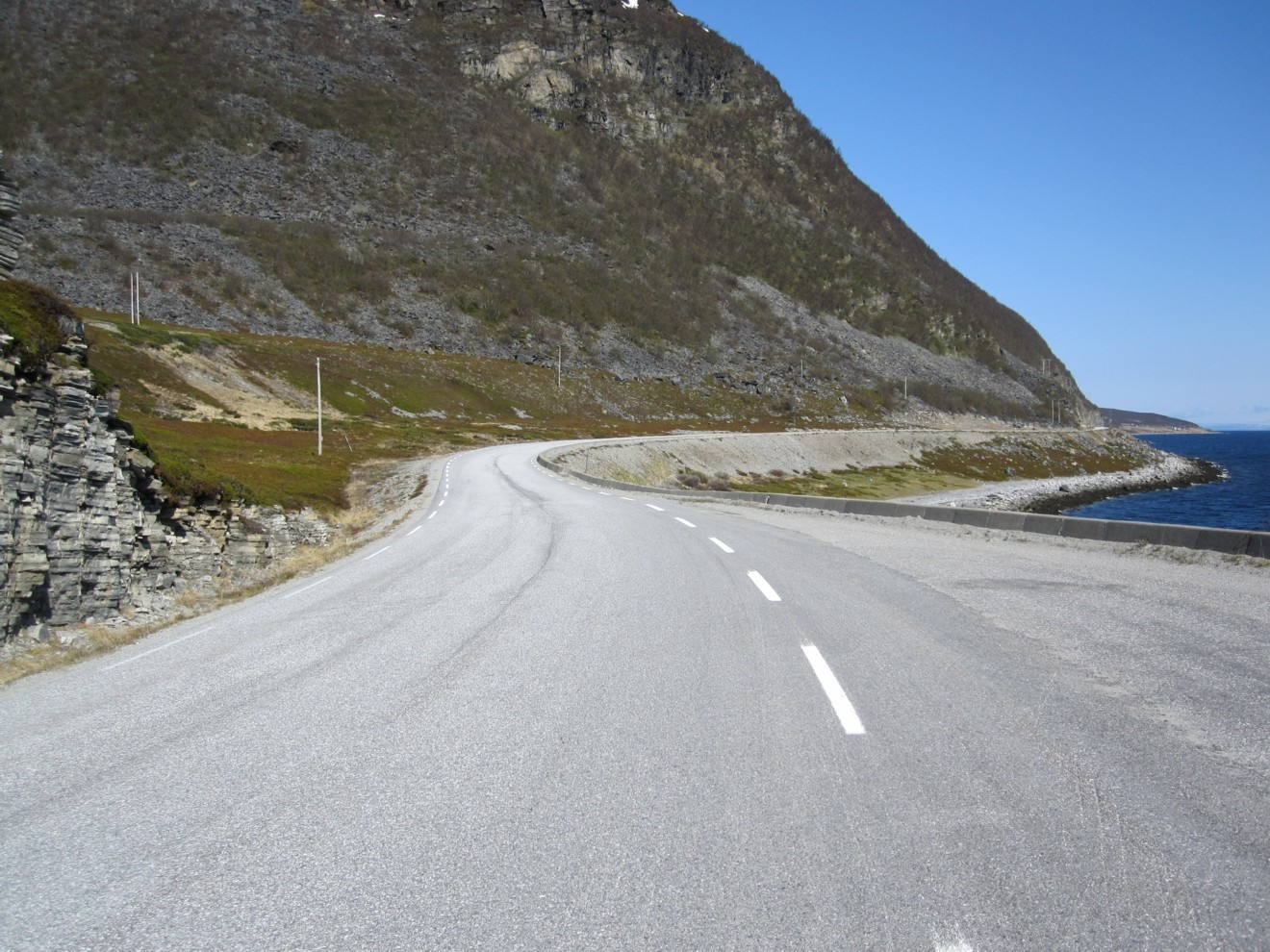
E69
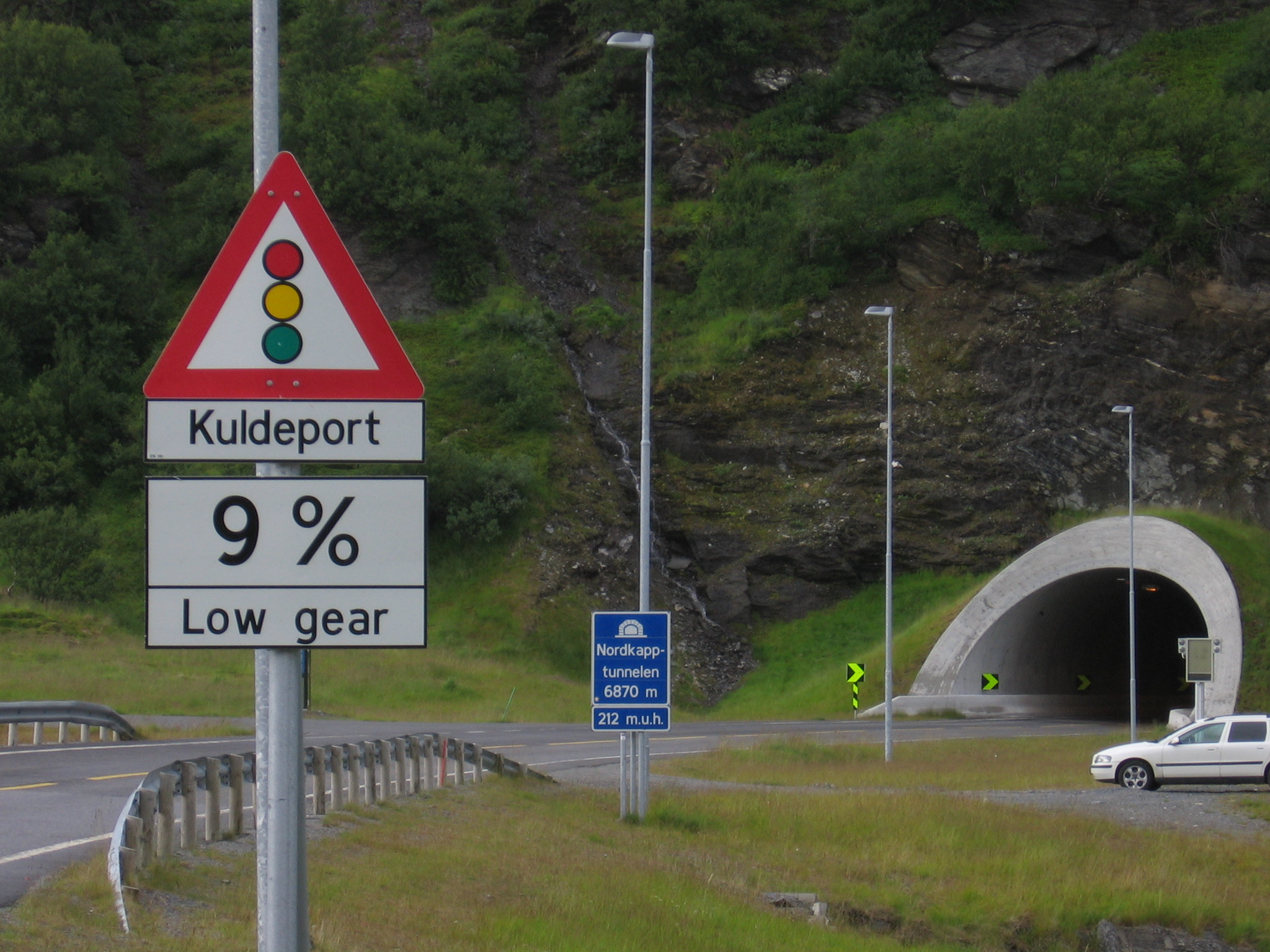
Туннель Нордкап
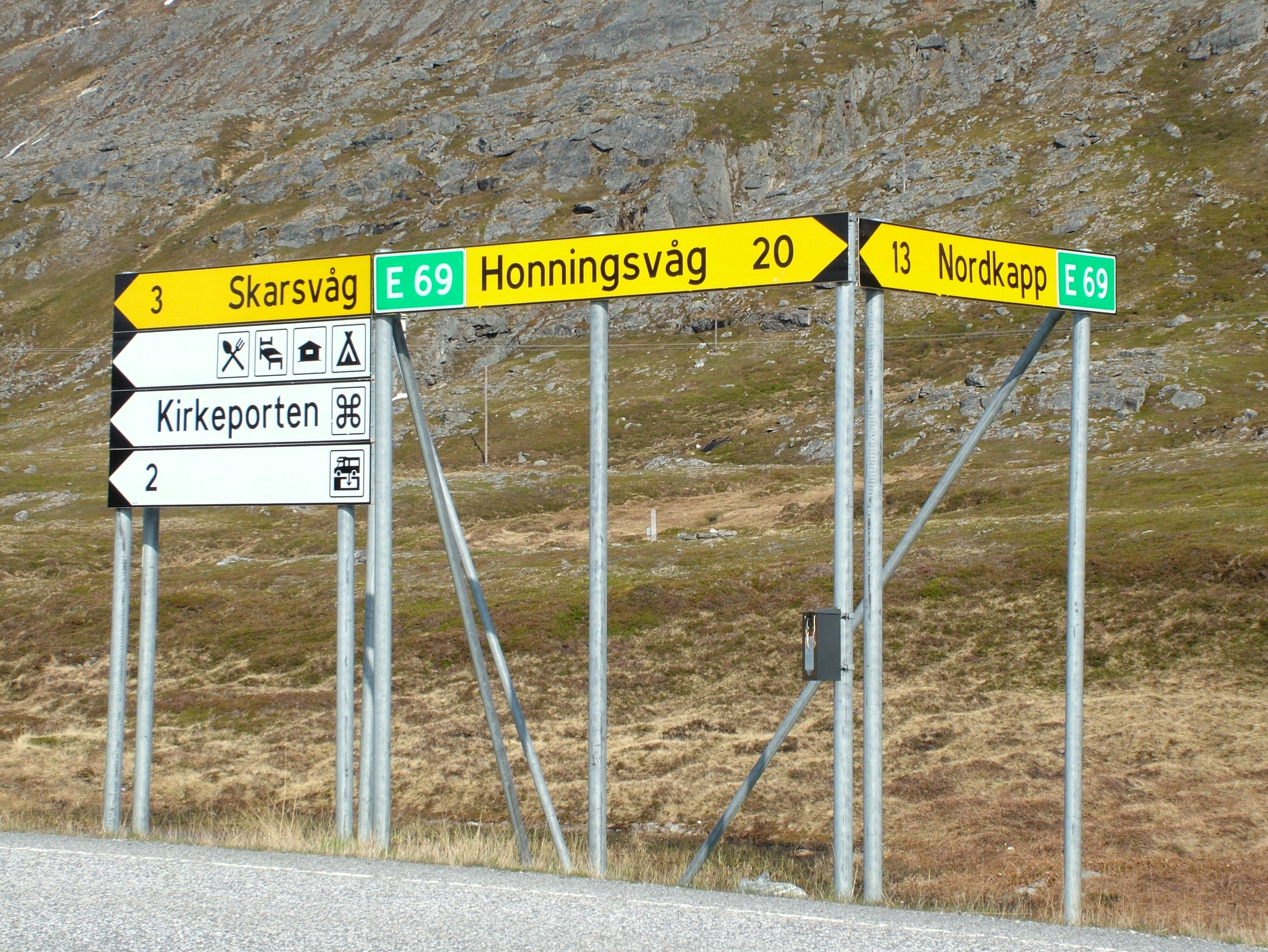
Указатель на перекрёстке